# Civilization V: Brave New World
Civilization V: Brave New World (повне найменування гри — Sid Meier's Civilization V: Brave New World, укр. Цивілізація Сіда Меєра V: Дивовижний новий світ) — комп'ютерна відеогра, другий офіційний аддон до гри Civilization V в жанрі глобальна покрокова стратегія, розроблений компанією Firaxis Games для Microsoft Windows і портований студією Aspyr Media на Mac OS X та Linux. Вихід доповнення в Північній Америці відбувся 9 липня 2013, світовий реліз відбувся 12 липня 2013.

## Нововведення
У світі Civilization V: Brave New World є більше можливостей в галузі культури, її розвитку, міжнародних відносинах, дипломатії та багато іншого, що з цим пов'язано. У грі є дев'ять нових цивілізацій з унікальними юнітами, будівлями та різними особливостями. Держави можуть будувати вісім зовсім нових Див Світу.
Доданий новий спосіб виграти гру — культурна перемога , для цього потрібно домогтися культурного впливу створюючи та розташовуючи у своїх містах витвори мистецтва великих художників, письменників і музикантів. Археологи дозволять проводити розкопки на місцях стародавніх битв і руїнах міст, отримуючи безцінні культурні артефакти.
У Civilization V: Brave New World реалізований Світовий Конгрес, що дозволяє здійснювати вплив на дипломатію всього світу. За допомогою системи голосування можна приймати рішення, що впливають на всі держави. На додаток до цього додана можливість створення міжнародних торговельних шляхів, що дає ще більше можливостей управління економікою держави.
В Civilization V: Brave New World також додано два нових сценарії — War Between the States і Scramble for Africa.

## Нові цивілізації
В Brave New World додано дев'ять цивілізацій і лідерів: Казимир III — Польща, Ашшурбаніпал — Ассирія, Педру II — Бразилія, Шака — Королівство Зулу, Марія I — Португалія, Ґаджа Мада — Імперія Меджепегіт (Індонезія), Ахмад аль-Мансур — Сааді (Марокко), Енріко Дандоло — Венеція, і Покателло — Шошони (Індіанські племена). Додатково, Хайле Селассіє — Етіопія, раніше випущена в першому доповненні, включена разом з дев'ятьма новими цивілізаціями для тих, хто не купив Gods & Kings.
Розробники заявили, що вони хотіли включити цивілізації з менш відомих частин світу, а саме Африку (Зулу, Марокко) і Південну Америку (Бразилія). Інші нові цивілізації були додані, щоб забезпечити гравцям більше «цікавого ігрового досвіду», багато з них продемонстрували особливості нової Brave New World; для прикладу, гравців за Португалію чи Венецію підбадьорило використання нової торгової системи.
Дев'ятнадцять нових міст-держав були додані, щоб замінити старі міста-держави, які були злиті в їх відповідник. Нові міста-держави включають Ригу, Ванкувер, і Київ.